# Calotomus
Calotomus è un genere di pesci marini appartenenti alla famiglia Scaridae.

## Distribuzione e habitat
Sono diffusi nell'Indo-Pacifico tropicale e subtropicale. C carolinus raggiunge le coste sudamericane dell'Oceano Pacifico orientale.
Vivono sia nelle barriere coralline che su altri tipi di fondi duri, soprattutto nelle zone ricche di alghe e fanerogame marine.

## Descrizione
Hanno l'aspetto tipico degli Scaridae con corpo affusolato e denti fusi in un robusto "becco" impiegato per nutrirsi di alghe calcaree. Esiste un forte dimorfismo sessuale nella livrea.
C. carolinus è la specie più grande raggiungendo i 54 cm.

## Biologia

### Alimentazione
Si nutrono di alghe incrostanti.

## Tassonomia
Il genere comprende 5 specie:
- Calotomus carolinus
- Calotomus japonicus
- Calotomus spinidens
- Calotomus viridescens
- Calotomus zonarchus